# Sgrossoella
Sgrossoella,  monotipski fosilni rod zelenih alga čija porodična pripadnost još nije točno utvrđena. Jedina je vrsta alga S. parthenopeia